# Philip Amadas
Philip Amadas (Plymouth, 1550-1618) est un navigateur et explorateur anglais.

## Biographie
Fils de John et Jane Amadas, ami de Walter Raleigh, il est envoyé explorer la côte est de l'Amérique du Nord pour trouver un site approprié à la fondation par Raleigh d'une colonie. Commandant du Bark Raleigh, il part ainsi en avril 1584 en compagnie d'Arthur Barlow et atteint les côtes de la Caroline du Nord le 13 juillet 1584, dans les parages de la baie de Pamlico. Pendant six semaines, ils explorent la zone, entament des relations commerciales et amicales avec Wingina, chef de l'île Roanoke puis retournent en Angleterre avec à bord deux amérindiens, Manteo et Wanchese.
En 1585, nommé Amiral et commandant en second de la marine, par Richard Grenville, il voyage de nouveau, sur le Tigress, pour l'île Roanoke puis retourne en Angleterre à bord du navire de Francis Drake.